# دیکسی‌لند

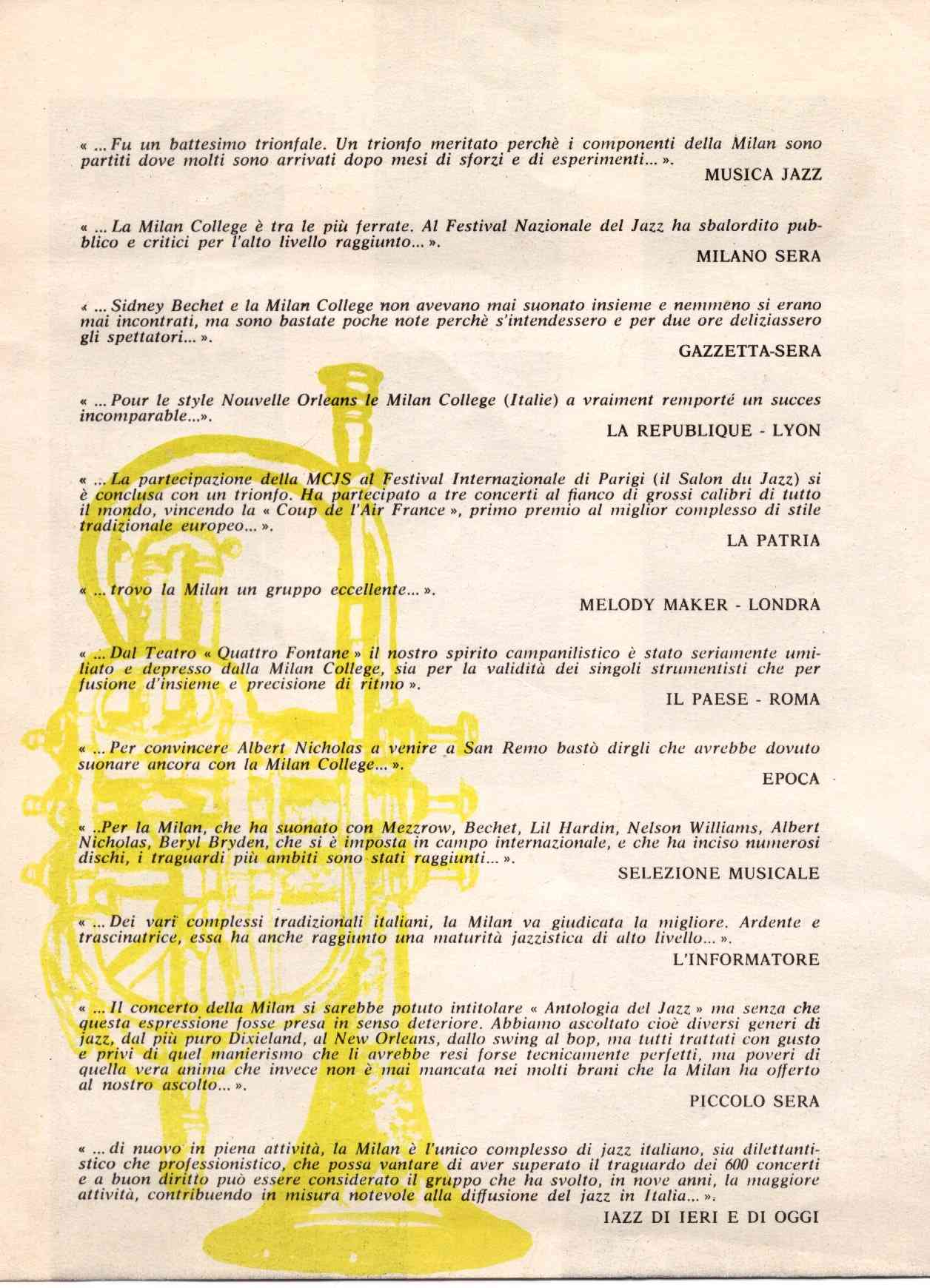
کالج میلان، سال ۱۹۵۲

دیکسی‌لند (به انگلیسی: Dixieland) نام سبک جاز رایج در اوائل قرن بیستم در شهر نیواورلئان است.
این نام برای دوست‌داران موسیقی جاز یادآور سبک بخصوصی از جاز است اما از آن‌جا که در دههٔ ۱۹۵۰ میلادی، دیکسی‌لند از طرف برخی گروه‌های آماتور و نوظهور مورد تاخت و تاز قرار گرفت و به‌اصطلاح خراب شد، بسیاری از موسیقی‌دانان اصیل این سبک ترجیح می‌دهند به‌جای واژهٔ «دیکسی‌لند» از آن با عنوان جاز «سنتی»، «کلاسیک» یا «نیواورلئان جَز» یاد کنند.

## تاریخچه
اولین صفحه جاز که ضبط شد کار یک گروه از نوازندگان سفید پوست آمریکایی بود که نام خود را گروه جاز دیکسی‌لند گذاشته بودند. تاریخ این ضبط ۲۶ فوریه ۱۹۱۷ است. در آن سال‌ها نوازندگان سیاه پوست به تدریج موسیقی جاز را ساختند ولی امکان (یا تمایل به) ضبط را نداشتند. تبعیض نژادی در جامعه آمریکا بسیار رایج بود و سیاهان هم اغلب توان مالی این کارها را نداشتند. گروه جاز دیکسی‌لند با به‌کار بردن تکنیک‌هائی که از نوازندگان سیاه گرفته بودند این صفحه را پر کردند.
نوازندگان سیاه جاز اغلب در کافه‌ها و مجالس و محل‌های مشکوک نیواورلئان می‌نواختند. نیواورلئان در ایالت جنوبی لوئیزیانا قرار دارد که زمانی قبل از جنگ داخلی آمریکا در آن اسکناسی ده دلاری منتشر شده بود و روی آن به زبان فرانسه کلمه ده نوشته شده بود. فرانسوی‌ها ده را «dix» می‌نویسند و «دی» می‌خوانند. زبان بسیاری از مردم لوئیزیانا فرانسه‌است ولی خیلی‌ها در آن ایالت و ایالت‌های دیگر از این تلفظ بی‌خبر بودند و آن کلمه را «دیکس» می‌خواندند و محض شوخی به آن اسکناس می‌گفتند «دیکسی». کم‌کم به ایالت‌های جنوبی هم (به شوخی) گفتند «دیکسی‌لند» یعنی سرزمینی که در آن اسکناس دیکسی رایج است؛ و البته جنوب یا دیکسی‌لند هم مرکز و خاستگاه جاز بود. پس آن گروه سفید پوست که موسیقی جاز را به روش سیاهان جنوب (بخصوص نیواورلئان) می‌نواختند احتمالاً برای تبلیغ این‌که موسیقی آن‌ها همان موسیقی سیاهان جنوب است نام خود را گروه جاز دیکسی‌لند گذاشتند. اگرچه این نام بر روی این سبک ماند ولی خود سیاهانی که دیکس‌لند می‌نواختند نام‌های دیگر را بکار می‌بردند.

## مشخصات
جاز دیکسی‌لند مشخصه اصلی جاز را، که ضدضرب و بداهه‌نوازی است، دارد ولی بداهه‌نوازی نوازندگان دیکسی‌لند معمولاً هم‌زمان انجام می‌گیرد یعنی بجای اینکه قسمت ضرب زمینه‌ای فراهم کند و نوازندگان اصلی به نوبت بداهه‌نوازی کنند، همه باهم مشغول بداهه‌نوازی می‌شوند. نتیجه موسیقی شلوغ و پلوغی است که اگر نوازندگانش به‌حد کافی باهم نواخته باشند و باهم جور شوند بسیار هم شنیدنی و شاد است.